# Kanton Quimper-2
Der Kanton Quimper-2 (bretonisch Kanton Kemper-2) ist seit 1973 ein französischer Wahlkreis im Arrondissement Quimper, im Département Finistère und in der Region Bretagne. Er besteht aus einem Teil der Stadt Quimper.

## Geschichte
1793 entstand der Kanton Quimper. Dieser wurde 1973 in die Kantone Quimper-1 und Quimper-2 aufgeteilt. Die Aufteilung von Teilen der Stadt Quimper auf die Kantone Quimper-1, Quimper-2 und Quimper-3 bestand von 1985 bis 2015. Mit der Neugliederung der Kantone im Jahr 2015 verschwand der Kanton Quimper-3 wieder und sein Gebiet wurde den Kantonen Quimper-1 und Quimper-2 zugeschlagen.
Der Kanton Quimper-2 umfasste vor 2015 Teile der Stadt Quimper und die Gemeinde Ergué-Gabéric.

## Bevölkerungsentwicklung
| 1990   | 1999   | 2006   | 2012   | 2020   |
| ------ | ------ | ------ | ------ | ------ |
| 25.693 | 27.755 | 28.373 | 27.937 | 39.387 |